# Serralunga d’Alba
Serralunga d’Alba ist eine Gemeinde in der italienischen Provinz Cuneo (CN), Region Piemont.

## Lage und Einwohner
Serralunga d’Alba liegt circa 58 Kilometer von der Provinzhauptstadt Cuneo entfernt auf einer Höhe von 414 Metern über dem Meeresspiegel in der Weinregion Langhe. Das Gemeindegebiet umfasst eine Fläche von 8,39 Quadratkilometern und hat 495 Einwohner (Stand 31. Dezember 2023). Zur Gemeinde gehören auch die zwei Fraktionen (Frazioni) Baudana und Fontanafredda.
Die Nachbargemeinden sind Alba, Castiglione Falletto, Diano d’Alba, Monforte d’Alba, Montelupo Albese, Roddino und Sinio.

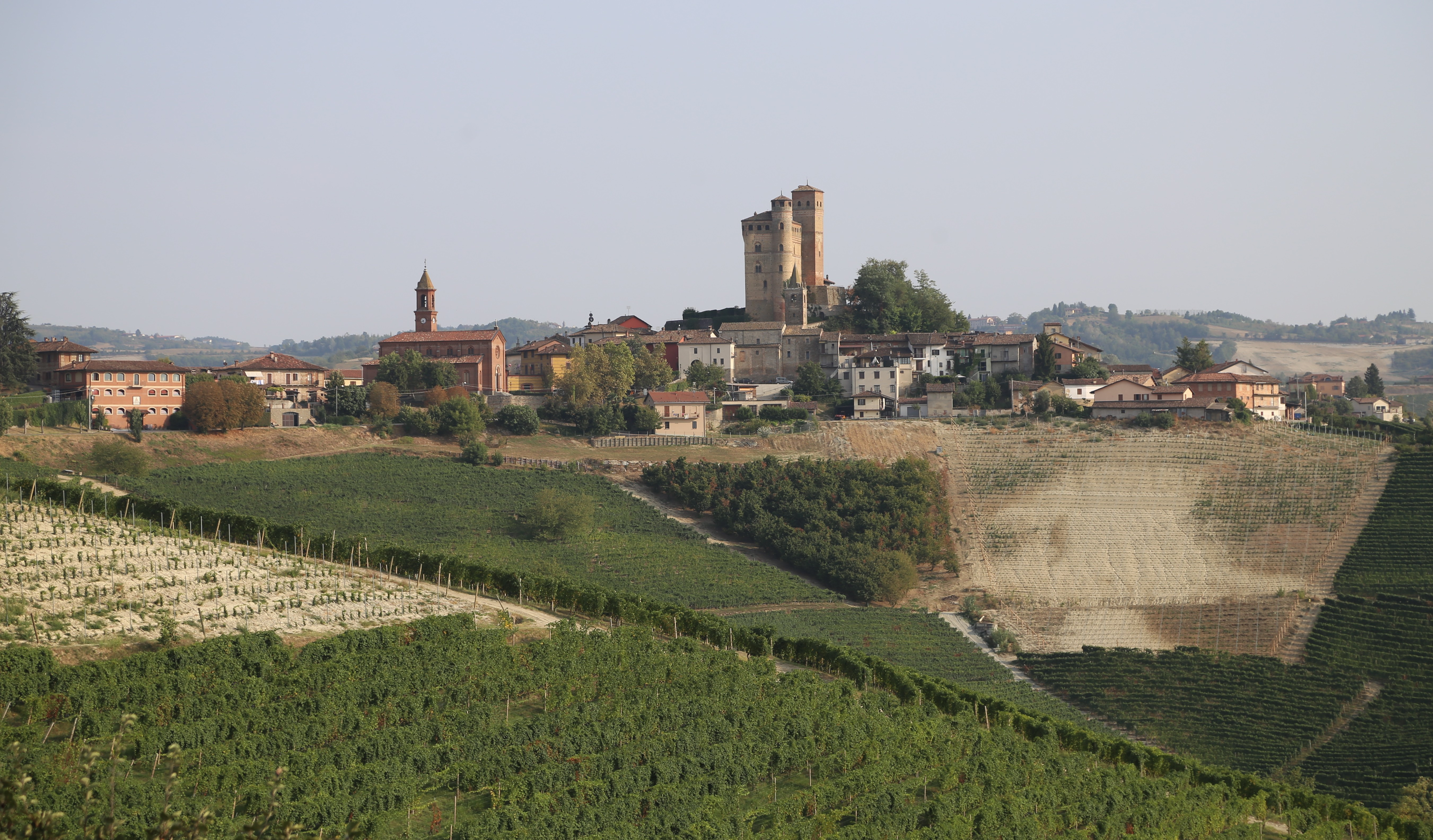
Panorama von Serralunga d’Alba

## Geschichte

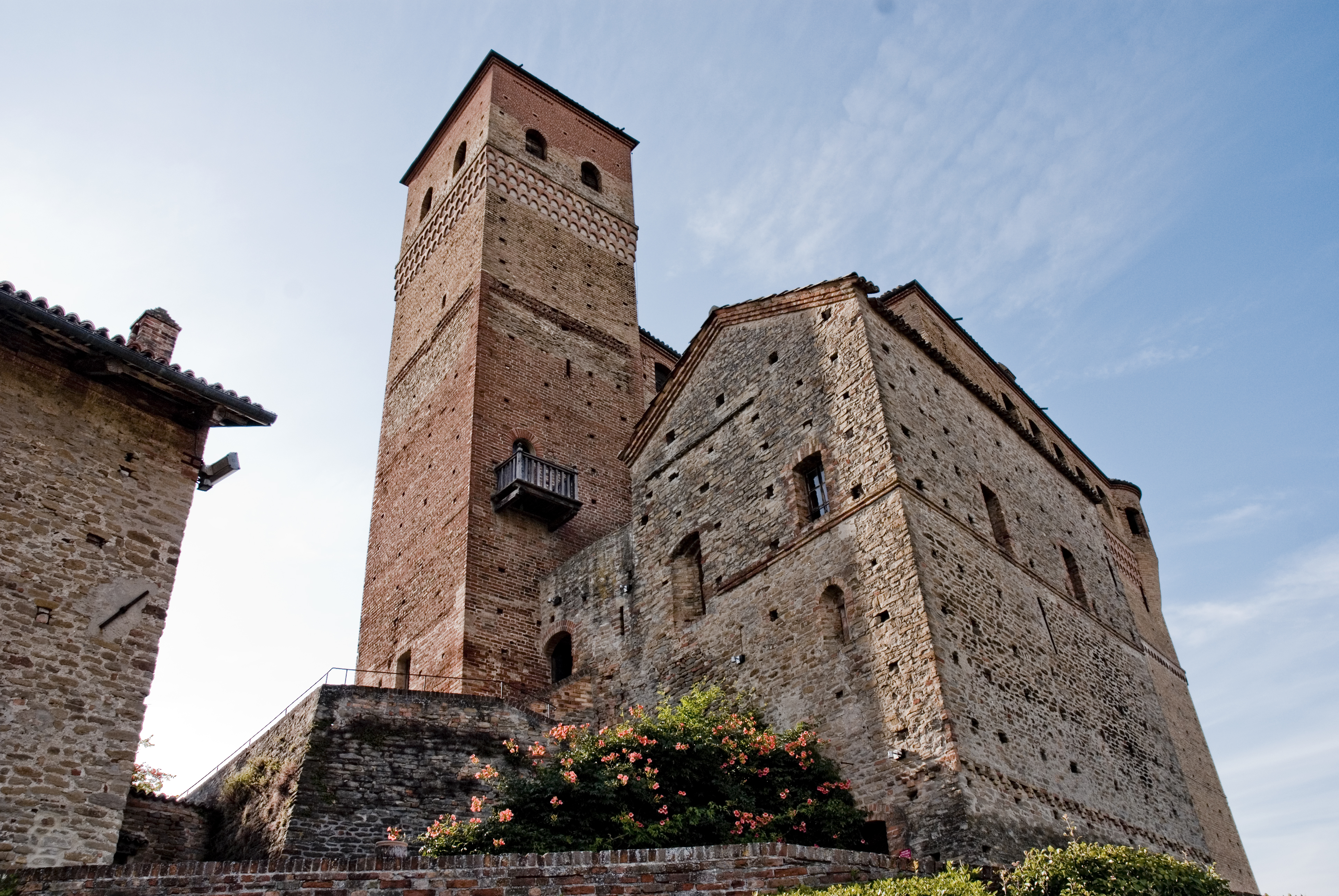
Die Burg von Serralunga d’Alba

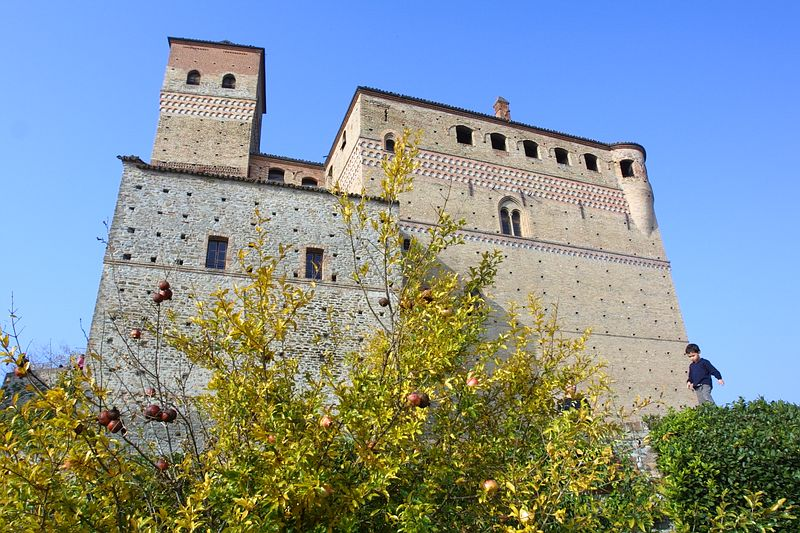
Die Burg

In der Dokumentation des Ortsnamens aus dem Jahr 1265 wird „Serralonga“ erwähnt, das sich aus dem Substantiv „serra“ und dem Adjektiv „lunga“ zusammensetzt und eine offensichtliche Interpretation hat. Tatsächlich spiegelt es die Morphologie des Territoriums wider und spielt auf die besondere Form an, die sich von Norden nach Süden des Hügels erstreckt, auf dem sich die Siedlung befindet. Sein ältester Teil entstand im frühen Mittelalter und stellt das klassische Beispiel eines Dorfes dar, das um eine befestigte Struktur herum wuchs, vor der es geschützt wurde.
Seit Beginn des 12. Jahrhunderts gibt es Nachrichten über verschiedene Fehden (die Herren von Manzano, Bonifacio del Vasto, die Familie Del Carretto). Im Jahr 1190 an die Markgrafen von Saluzzo abgetreten, wurde es 1212 an die Adelsfamilie Falletti von Barolo belehnt. Nachdem es zu Beginn des 17. Jahrhunderts an die Familie Savoyen gelangt war, wurde es teilweise den Baldi-Grafen zugesprochen.
Die Burg (Castello) ist ein imposantes Festungsgebäude, das das Piemont aus dem Mittelalter erhalten hat. Die Burg, erbaut zwischen 1340 und 1357 von der Familie Falletti aus Barolo (Piemont), wurde in der Geschichte oft als uneinnehmbare Festung beschrieben. Das weithin sichtbare Castello ist öffentlich zugänglich. Um 1950 wurde es auf Anregung des damaligen Staatspräsidenten Luigi Einaudi grundlegend restauriert. Im Übrigen zeichnet sich das imposante Gebäude durch einige spitze Sprossenfenster, ghibellinische Zinnen und Hängebögenbänder aus.
Vom unteren Teil des Dorfes gelangt man durch eine in die teilweise noch vorhandene Stadtmauer eingeschnittene Tür hinauf zum alten Dorf, von dem auch die Kirche erhalten ist, ursprünglich im gleichen Stil, aber im 17. Jahrhundert im Barockstil umgebaut, mit Ausnahme des Glockenturms, der aus dem 15. Jahrhundert stammt. Seit dem letzten Jahrhundert dient sie nicht mehr als Pfarrkirche, sondern wurde in eine andere Kirche verlegt, die auf dem Friedhofsgelände errichtet und vom Architekten Giovenale Gastaldi entworfen wurde. Interessant ist auch das Jagdschloss „Bela Rosin“, das trotz seiner Restaurierung noch immer seinen Charme aus dem 19. Jahrhundert bewahrt hat.

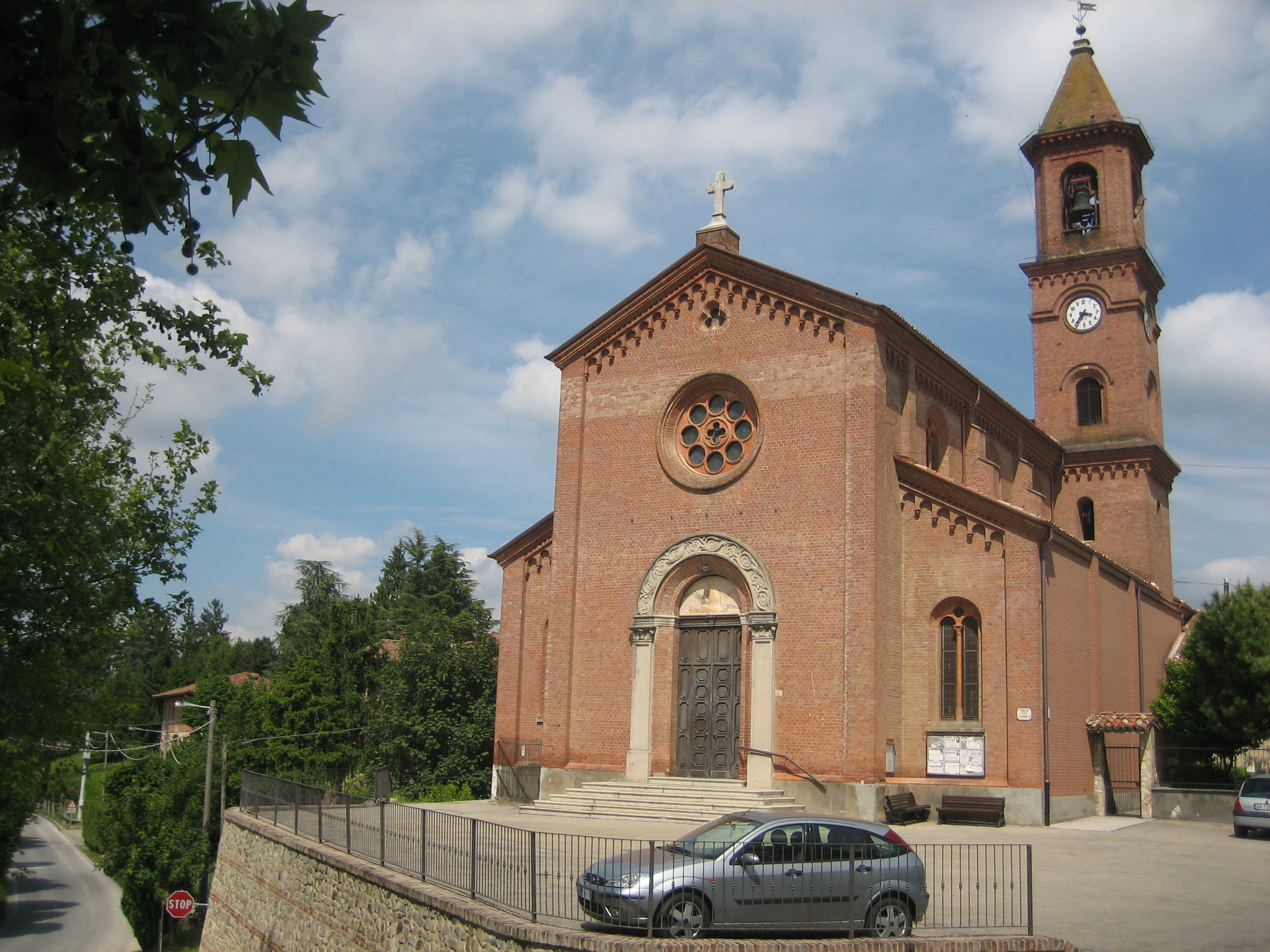
Pfarrkirche San Sebastiano, erbaut 1886–1888

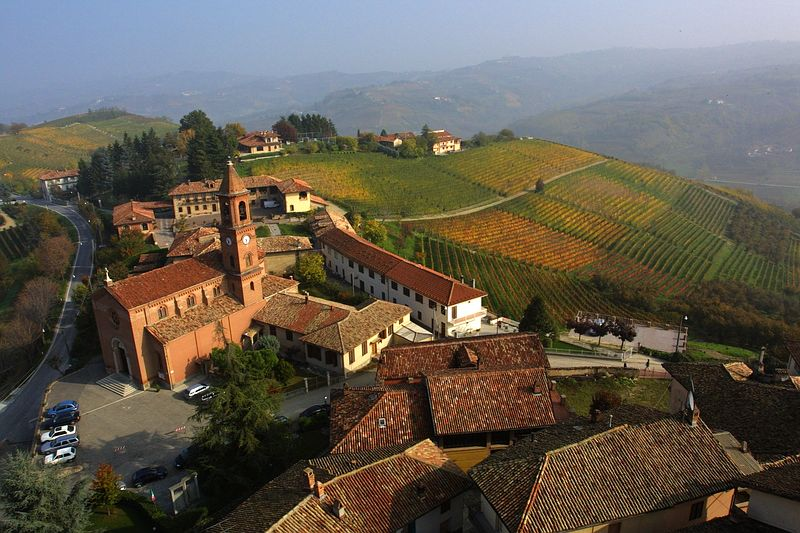
Panorama von Serralunga d’Alba

## Kulinarische Spezialitäten
In Serralunga d’Alba werden Reben der Sorte Nebbiolo für den Barolo-Rotwein mit DOCG-Status angebaut, sowie Dolcetto d’Alba, einen Rotwein mit DOC-Status angebaut. Die Beeren der Rebsorten Spätburgunder und/oder Chardonnay dürfen zum Schaumwein Alta Langa verarbeitet werden. Die Muskateller-Rebe für den Asti Spumante, einen süßen DOCG-Schaumwein mit geringem Alkoholgehalt sowie für den Stillwein Moscato d’Asti wird hier ebenfalls angebaut.